# Marasmius oreades
Il Marasmius oreades (Bolton) Fr., è un fungo molto conosciuto e apprezzato per la sua bontà, in particolare nell'Italia settentrionale dove viene comunemente appellato "Gambesecche".

Tuttavia se ne sconsiglia vivamente la raccolta ai non esperti in quanto facilmente confondibile con specie pericolose di piccola dimensione, in particolare con piccole Lepiota mortali. Un buon metodo per riconoscerlo è quello di manipolarne il gambo che è piuttosto consistente e pieno.

## Descrizione della specie
Cappello 
Carnoso-coriaceo, liscio, convesso, poi piano e un po' umbonato; 2-6 cm di diametro, di color cuoio o nocciola o ocra-chiaro o biancastro.
 Lamelle 
Bianche poi ocra-chiaro, distanti, libere, intercalate da lamellule.
 Gambo 
Bianco-nocciola, tenace, duro, pieno, cilindrico, fistuloso.
 Carne 
Bianchiccia, dissecca senza deteriorarsi.
Odoregradevole di mandorle amare, cianico; in questa specie sono state riscontrate quantità infinitesimali di acido cianidrico che, sebbene percepibili all'olfatto, non rappresentano assolutamente un pericolo per la salute.
Saporedolce, di nocciola
 Spore 
Allungate o ellissoidali, bianche in massa.

## Habitat

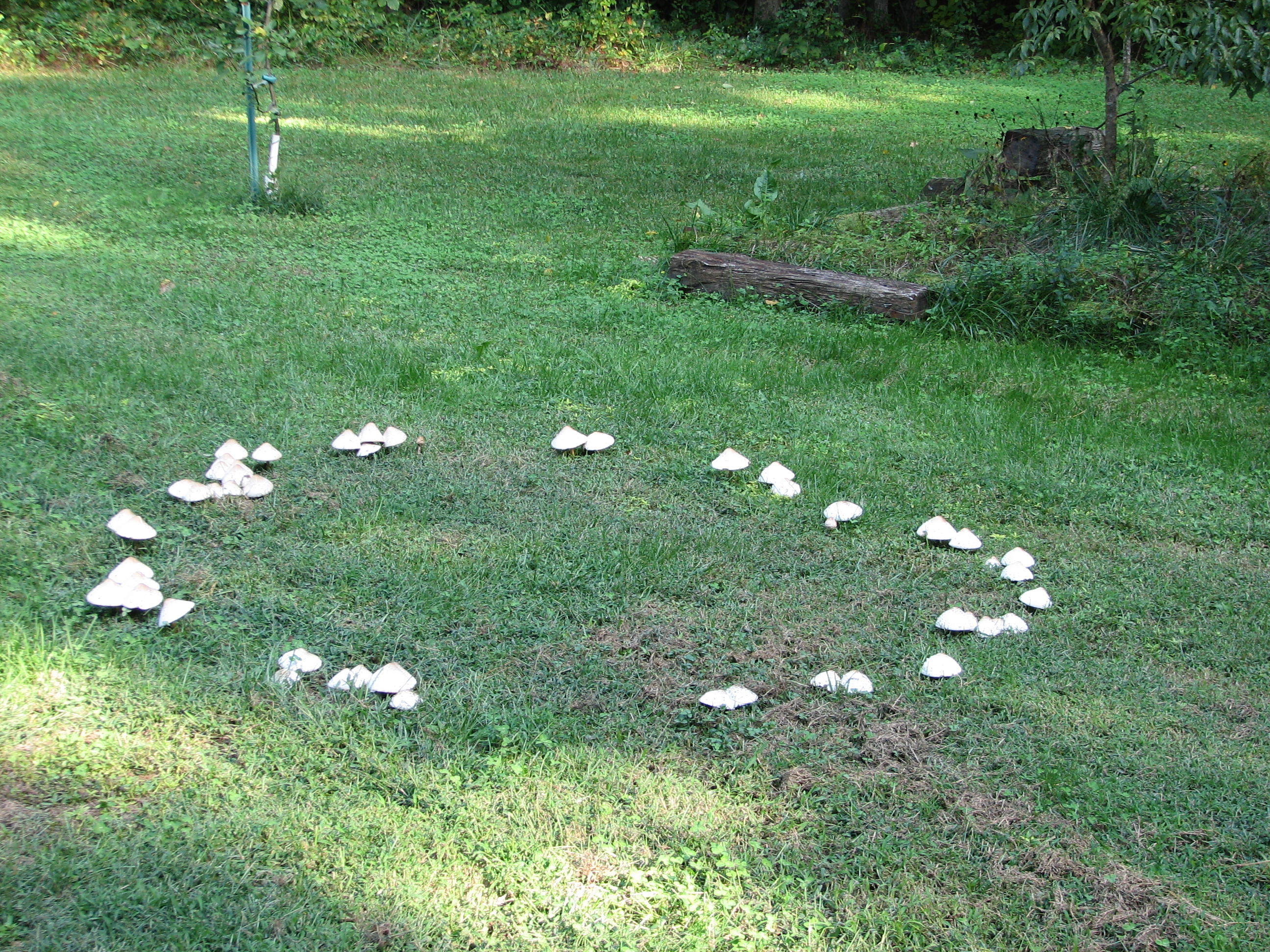
Il cosiddetto "cerchio delle streghe"

Cresce dalla primavera all'autunno, nei prati in cerchi (i cosiddetti “cerchi delle streghe”) o in file lungo sentieri erbosi.

## Commestibilità
Ottima.

Si presta a diversi metodi di cottura. Per il suo aroma è un fungo ottimo anche essiccato.

## Etimologia
Dal latino oreades = delle Oreadi, ninfe delle montagne.

## Sinonimi e binomi obsoleti
- Agaricus coriaceus Lightf., Flora Scotica (1777)
- Agaricus oreades Bolton, Hist. Fung. Halifax, App.: 151 (1792)
- Agaricus pratensis Huds., Memoir of the New York State Museum 2: 254 (1778)
- Scorteus oreades (Fr.) Earle, Bulletin of the New York Botanical Garden 5: 415 (1909) [1906]
- Collybia oreades[senza fonte]

## Funghi simili
È simile a funghi di piccola taglia, appartenenti ai generi Marasmius e Collybia, nonché a Strobilurus esculentus. Tuttavia i meno esperti possono confonderlo con specie velenose o addirittura mortali, appartenenti ai generi Inocybe, Clitocybe, Lepiota e Galerina.
Bisogna pertanto prestare la massima attenzione nella raccolta e nel consumo. Per tale motivo se ne sconsiglia vivamente la raccolta ai meno esperti.

## Nomi comuni
- Gambesecche

## Curiosità
- L'odore gradevole che emana questa specie (come di mandorle amare) è da attribuire a piccolissime tracce di acido cianidrico.
- Per riconoscerlo da altre specie di Marasmius o Collybia si consiglia di torcerne il gambo: quello del M. oreades sopporta ben 7 torsioni complete prima di spezzarsi.